# Форбах (Баден)
Форбах (нем. Forbach) — община в Германии, в земле Баден-Вюртемберг.
Подчиняется административному округу Карлсруэ. Входит в состав района Раштат. Население составляет 5291 человек (на 31 декабря 2010 года). Занимает площадь 131,82 км².
Коммуна подразделяется на 10 сельских округов.